# Carles I de Brunsvic-Wolfenbüttel
Carles I de Brunsvic-Wolfenbüttel (en alemany Karl I von Braunschweig-Wolfenbüttel) va néixer a Brunsvic l'1 d'agost de 1713 i va morir a la mateixa ciutat alemanya el 26 de març de 1780. Era un noble alemany, fill del duc Ferran Albert II de Brunsvic-Lüneburg (1680-1735) i d'Antonieta Amàlia de Brunsvic-Lüneburg (1696-1762).
Va combatre sota les ordres del príncep Eugeni de Savoia-Carignan en la guera d'Àustria contra l'Imperi Otomà (1716-1718). Un cop heretat el ducat de Brunsvic-Wolfenbüttel Carles va procurar fomentar el desenvolupament econòmic del seu Estat. Va fundar, el 1745, l'Escola Carles, un centre conegut avui amb el nom d'Universitat tècnica de Brunsvic, així com la Companyia de porcellana de Fürstenberg. Malgrat tot, no aconseguí sanejar les seves finances, cosa que motivà que el seu fill Carles Guillem prengués les regnes del govern el 1773.
El 1753 va traslladar la seva residència de Wolfenbüttel a Brunsvic al Palau de Braunschweiger.

## Matrimoni i fills
El 1733 es va casar amb la princesa de Prússia Felipa Carlota de Hohenzollern (1716-1801), filla del rei Frederic Guillem I de Prússia (1688-1740) i de Sofia Dorotea de Hannover (1686-1757). El matrimoni va tenir tretze fills: 
- Carles Guillem (1735-1806), duc de Brunsvc-Wolfenbüttel, casat amb Augusta del Regne Unit (1737-1813).
- Jordi Francesc (1736-1737)
- Sofia Carolina (1737-1817), casada amb Frederic de Brandenburg-Bayreuth (1711-1763).
- Cristià Lluís (1738-1742)
- Anna Amàlia (1739-1807), casada amb el duc Ernest August II de Saxònia-Weimar-Eisenach (1737-1758).
- Frederic August (1740-1805), casat amb Frederica de Wurtemberg-Oels.
- Albert Enric (1742-1761)
- Lluïsa Frederica (1743-1744)
- Guillem Adolf (1745-1770)
- Elisabet (1746-1840), casada amb Frederic Guillem II de Prússia (1744-1797).
- Frederica Guillemina (1748-1758)
- Augusta Dorotea (1749-1810)
- Leopold (1752-1785)